# Кордюки
Кордюки́ — деревня Топовского сельсовета Лев-Толстовского района Липецкой области.

## История
Первые поселения возникли около Кордюкова липяга (леска), сохранившего память о каком-то человеке Кордюкове. Землю около липяга ещё во второй половине XVII в. имел служилый человек Спицын, о чём говорится в документах 1677 г. Вскоре он поселил деревню, которая упоминается в документах 1716 г.

## Население
| 2000 | 2010 |
| ---- | ---- |
| 49   | ↘31  |